# Alter Ratio
Alter Ratio («Альтер раціо», з лат. — інше мислення) — вокальний ансамбль сучасної музики. Alter Ratio був створений 5 жовтня 2010 р. з метою виконання сольних, ансамблевих та хорових творів ХХ — ХХІ століття. Своїм основним завданням колектив вважає знайомство з нетрадиційними вокальними техніками. До складу ансамблю входять студенти та випускники Національної музичної академії України ім. П. І. Чайковського — лауреати всеукраїнських та міжнародних конкурсів, учасники українських та європейських фестивалів.
Художній керівник ансамблю, артдиректор та диригент — Ольга Приходько.
Кожен наш концерт — це мистецьке явище з певною ідеєю. Я можу отримати натхнення на підставі прочитаного, побаченого, життєвого враження, або ж від якогось дуже яскравого твору. Навколо таких окремих точок формується певна ідея, надалі, як пазл, я заповнюю її творами, місцем проведення, складом голосів, сенсом події. Це не просто концерт з набором творів, це великий проєкт, який можна порівняти з театральною постановкою, або навіть фільмом, коли дуже багато долучено нюансів.— Ольга Приходько
Ми створили Alter Ratio, щоб наповнити своє життя і життя навколо новими сенсами. — Ольга Приходько

## Співпраця
Ансамбль співпрацює з такими культурними інституціями, як British Counsil, Goethe-Institute, America House. Також колектив ансамблю тісно співпрацює з відомими українськими та європейськими композиторами та музикантами.
До участі в проектах запрошувались композитори:  Максима Коломієць (Україна), Святослав Луньов (Україна), Олексій Ретинський (Україна-Австрія), Максим Шалигін (Україна-Нідерланди), Анна Корсун (Україна-Німеччина).   З ансамблем працювали: співачка Назгуль Шукаєва, українська виконавиця сучасної музики та диригент Вікторія Вітренко (Україна-Німеччина).

## Перемоги та досягнення
2010 рік — перший концерт під назвою «60 хвилин авангарду» в залі Національної музичної академії України імені Петра Чайковського. У цьому концерті брав участь інструментальний ансамбль Nostri Temporis, співзасновником якого є композитор і гобоїст Максим Коломієць. Із ним колектив співпрацює і нині. Першим твором, який прозвучав на сцені, був «Cries of London» Лучано Беріо.
2013 рік — Гран-Прі міжнародного вокально-хорового конкурсу «Victoria» (м. Київ).
2013-2014 рр. — Alter Ratio записав компакт-диск творів сучасного українського композитора Святослава Луньова «The Noel Consort» (концерт для хору на теми традиційних різдвяних пісень).
2015 рік -  концерт в рамках VII Міжнародної Пасхальної Асамблеї в Національному будинку органної та камерної музики (Київ).
2017 рік — диск «Mariologia». У християнській традиції Mariologia — це наука про Діву Марію. У даному випадку так називається антологія творів, написаних на середньовічні латинські тексти, присвячені образу Богородиці: «Alma Redemptoris mater», «Ave regina caelorum», «Regina caeli» і «Salve Regina». У цей реліз увійшли твори сучасних українських композиторів на середньовічні молитовні тексти до Діви Марії. До участі у проекті запросили композиторів Максима Коломійця (Україна), Святослава Луньова (Україна), Олексія Ретинського (Україна-Австрія) та Максима Шалигіна (Україна-Нідерланди).
5 жовтня 2020 року — концерт «Візіонери звуку» у Національній філармонії України. Під час концерту відбулась українська прем'єра «Енігми» швейцарсько-австрійського композитора Беата Фуррера. Також прозвучали твори Максима Коломійця, Анни Корсун, Олексія Ретинського, Максима Шалигіна, Стіва Райха, Альфреда Шнітке.
2020 рік - Український інститут оголосив переможців конкурсу до каталогу "Music from Ukraine 2020-2022". Мета конкурсу -   відкрити для закордонної публіки нові імена, продемонструвати можливості міжнародної співпраці з українськими виконавцями, їх готовність до взаємодії, мобільність та гнучкість. В номінації "CONTEMPORARY CLASSIC MUSIC" серед переможців - вокальний ансамбль сучасної музики Alter Ratio. Оцінювало конкурс міжнародне журі —  директори провідних міжнародних фестивалів та шоукейсів, видатні виконавці та диригенти, музичні критики та журналісти з Австрії, Литви, Нідерландів, Німеччини та Польщі.